# 広島 - 三次 - 庄原 - 東城線

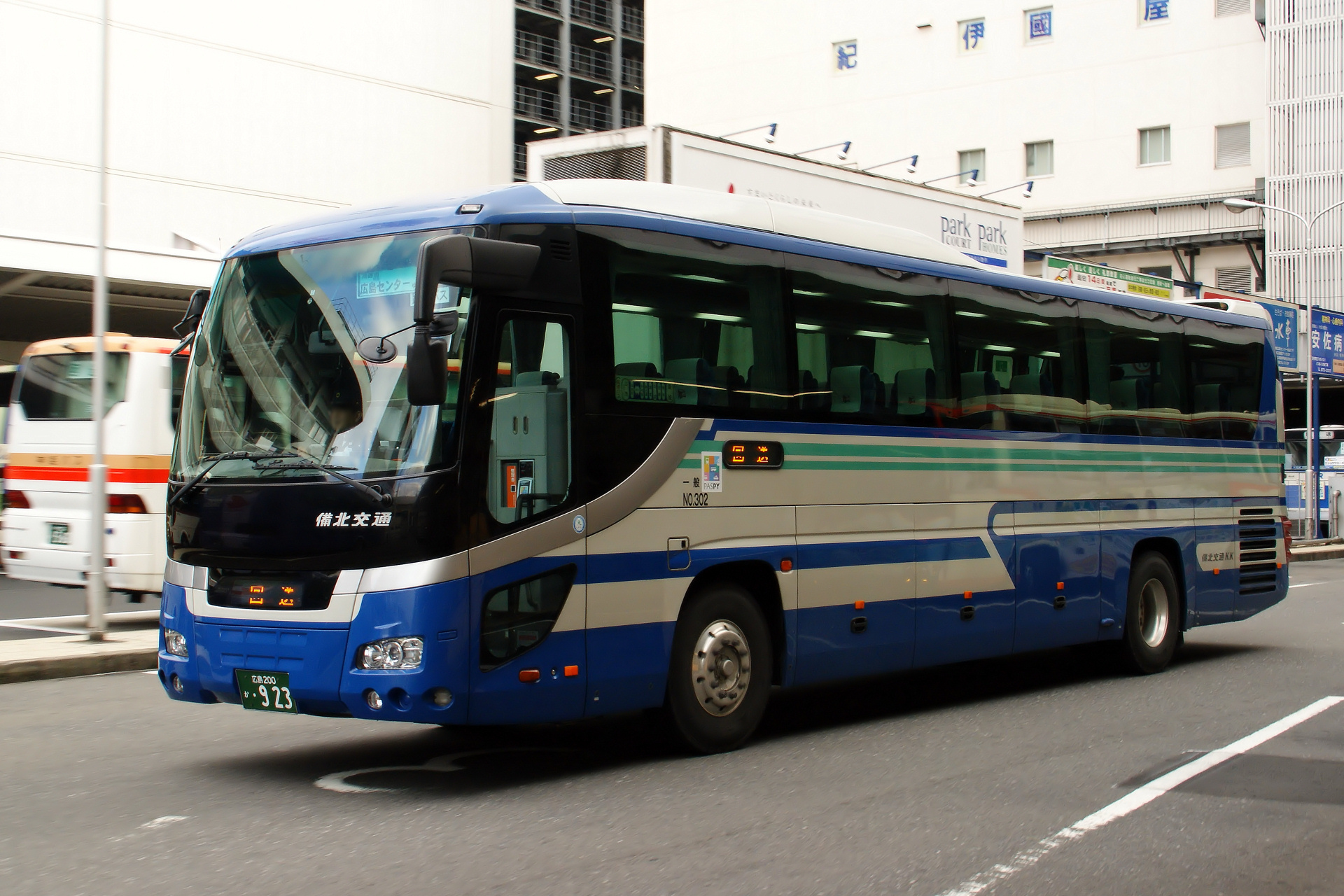
広島-東城線（備北交通）

広島 - 三次 - 庄原 - 東城線（ひろしま - みよし - しょうばら - とうじょうせん）は、広島県広島市、北広島町、安芸高田市、三次市、庄原市を結ぶ高速バスである。特に名称などが定められていないため、本記事では便宜的にこの名称を用いる。
JR芸備線との競合があり、三次まではほぼ互角であるが、列車の本数が少なくなる庄原、東城ではかなり優位に立っている。またバスが全便都心部の広島バスセンターを経由するところも強みになっている。
※席は全便自由席の座席定員制(予約不要)である。

## 歴史
- 1986年4月2日 備北交通による高速道経由広島 - 東城線運行開始[3]。当時は本郷PAで休憩を行っていた。
- 1989年7月 備北交通の高速道経由便が広島IC経由に変更となる。（これにより、可部地区は経由しなくなる。）さらに、西城発着便の運行開始。
- 1990年12月　東城線発着便における途中休憩地が、本郷PAから三次バスセンターに変更される。
- 1991年7月21日　君田・口和経由高野発着便と庄原市上本村地区への発着便の運行開始。
- 1992年11月10日 沼田PAに停車開始。
- 1993年4月 比和町吾妻山麓発着便の運行開始。
- 1994年10月 中筋駅に停車開始。
- 2000年4月19日 備北交通の西城発着便運転終了。
- 2001年4月18日 備北交通がかんぽの郷庄原への乗り入れ便の運転を開始。
- 2002年4月1日 備北交通が広島高速4号線経由便の運転を開始。この時点では大塚駅には停車せず。
- 2003年3月31日 広島電鉄の運転していた山陽自動車道五日市ICから広島県道71号広島湯来線、国道2号西広島バイパス、田方・古江・己斐・十日市を経由していた便が同日付で廃止。
- 2003年4月1日 広島電鉄が広島高速4号線経由便の運転を開始。大塚駅に停車する便ができる。
- 2003年9月1日 備北交通が広島高速4号線経由便の大塚駅への停車を開始。
- 2004年9月10日 広島電鉄便が三次駅を三次行のみの停車に変更。
- 2004年9月30日 備北交通が実験として12月24日まで広島 - 三次に深夜便の設定を開始（当時は出発地基準で木曜日・金曜日のみの運転）。
- 2005年1月6日 備北交通の深夜便の実験を広島 - 庄原までに延長（この時は出発地基準で祝日を除く木曜日・金曜日・土曜日の運転になる）。
- 2005年4月1日 比和町吾妻山麓発着便を高野町へ延伸。
- 2005年11月10日 備北交通が広島バスセンター - 神楽門前湯治村間の高速バス路線を運行開始。
- 2006年9月30日 備北交通が、広島駅前・広島バスセンター - 神楽門前湯治村間の高速バス路線を廃止。同時に高田IC（道の駅北の関宿安芸高田）への乗り入れも廃止。
- 2007年12月10日 備北交通が所要時間の見直し、週末運行便の平日運行への変更を実施。
- 2008年1月26日 備北交通運行便に関してICカードPASPYの運用を開始。
- 2008年10月14日 広島電鉄運行の3便（広島発三次方面2便・三次発広島方面1便）が奥田元宋・小由女美術館へ立ち寄るデマンドバスの試験運行を開始。（このときは高宮 - 三次駅前/三次BC間で経由）同年12月1日に翌年（2009年）3月末までの通期運転に延長が決まる。ただし、いずれも平日のみで予約時のみ運転。
- 2008年12月20日 広島電鉄運行便に関してもICカードPASPYの運用を開始。
- 2009年3月31日 広島電鉄の奥田元宋・小由女美術館へのデマンドバス運転と、備北交通による庄原経由新市車庫行きの運転と口和町永田車庫行きの運転を終了。（庄原経由の新市車庫行きは比和行きとしての運転に変更。）
- 2009年4月1日 備北交通がダイヤ改正。大塚駅経由の便について大塚駅 - 久地間で広域公園テニスコートでの停車を開始。（広島電鉄運転便については現行どおり通過）
- 2009年5月1日 備北交通のダイヤ修正。庄原市役所での停車を開始。
- 2009年9月30日 広島発庄原経由比和行きを廃止（庄原行きに変更）。これにより、庄原から国道432号内に直通する高速バスがなくなる。
- 2010年10月1日 広島電鉄・備北交通がダイヤ改正。（広島電鉄三次線の実質的なダイヤ改正は6年ぶり。）9時 - 16時台の広島バスセンターの出発時間が毎時20分と45分に、8時 - 15時台の三次バスセンターの出発時間が毎時0分と30分のパターンダイヤに統一される。（ただし、広島バスセンター発では、この他に9時00分、15時00分、16時00分の東城行きが運行される。）さらに、広島電鉄運行便の所要時間が備北交通運行便の所要時間に統一され、5分程度所要時間が伸びる。
- 2013年4月1日 広島電鉄・備北交通がダイヤ改正。
  - 広島電鉄便の広島高速4号線の便が沼田料金所前に、さらに、広島西風新都IC経由の便がAシティ中央への停車開始（このときは両停留所とも備北交通運行便は通過。）
  - 広島電鉄運行便の一部便が三次バスセンターで運行打ち切りとなる。
  - 松江自動車道の開通により、松江線グランドアロー号及び出雲線みこと号の三次市内中心部への乗り入れがなくなることによる、広島 - 三次市内中心部間の本数が減少に対する代替などにより増便される。この増便により、三次発のパターンダイヤの時間が拡大され、三次基準で、平日の8時 - 17時・20時 - 21時の三次バスセンターの出発時間が毎時0分と30分に17時 - 20時は毎時0分,20分,40分の毎時3往復の運行ダイヤに、土曜・休日ダイヤは8時 - 21時の間は毎時0分と30分の毎時2往復のダイヤへと変わる。
  - 高野 - 広島の便は高野 - 三次間で松江自動車道経由に切り替えられる。（これにより、君田地区への広島直通の高速バスの乗り入れはなくなり、口和地区では口和IC近くのモーモー物産館1箇所のみへの停車に切り替えられる。）
  - 所要時間の見直しが行われ、広島 - 三次間の所要時間がおよそ3分程度延長される。
  - 深夜便の運行が休日運休から毎日運行に拡大される。また、他の休日運休便（備北交通の早朝の三次始発便）も休日に運行されるようになり、土曜日ダイヤと休日ダイヤが一致するようになる。
- 2013年4月8日 備北交通でダイヤ修正。沼田・久地に中筋駅経由の東城行き全便が停車するようになる。
- 2013年9月30日 備北交通の高野 - 広島線廃止。これにより、口和地区への広島行き高速バスの乗り入れが終了。高野地区も松江線（グランドアロー号）・出雲線（みこと号）のみに[4]。
- 2013年12月15日　備北交通便が広域公園テニスコート停留所への停車を終了。翌日からは、広島電鉄便と同様にAシティ中央・沼田料金所前に停車。
- 2014年2月1日 備北交通が三次始発のうちの1本を三次小学校発で運行するようになる。
- 2015年4月1日　中筋駅経由便が新白島駅に停車。深夜便の運行が終了。
- 2015年5月18日　備北交通便と広島行きの広島電鉄便が三次駅前に停車。また、三次バスセンター停留所が三次(たび館三次前)に名称変更。さらに、備北交通の三次発着の一往復が三次(たび館三次前)到着後、奥田元宋・小由女美術館まで休館日を除く毎日運行されることになる。
- 2016年4月4日　備北交通車の広島での夜間駐在廃止。広島電鉄の一往復が庄原まで運行するようになり、備北交通の三次小学校発着が増加する。また、広島駅行きの備北交通便が合同庁舎前・女学院前に停車するようになる。
- 2017年4月6日　ダイヤ改正。
  - 東城への乗り入れ本数の減少（従前広島発着7往復＋庄原発東城行き・東城発三次行き→平日が広島発着4.5往復＋庄原発着1.5往復・土休日が広島発着3.5往復＋庄原発東城行き1本）。このほか庄原・三次発着便も一部減便。
  - 東城発着のたび館（三次）乗り入れ廃止と庄原・三次 - 広島間のノンストップ便廃止。ただし、平日朝の庄原バスセンター始発便の庄原中学校前ー千代田IC間のノンストップ便は運行
  - 広島駅発着便の増加。
- 2018年4月1日　ダイヤ改正。[5][6]
  - 東城・庄原からのノンストップ便の運行(庄原中学校前 - 千代田ICはノンストップで運行)。
  - 備北丘陵公園便のダイヤが1往復のみの運行となる。
  - 広島電鉄の庄原便の1往復増加し、備北交通の三次発着便も増加する。
- 2019年4月1日 広島 - 東城間において、庄原バスセンターにてPASPYで1時間以内に乗り換えることで、従来の直通運賃が適用される直通乗継運賃制度を開始（PASPY以外のICカード・現金は対象外）。これに伴い、広島 - 東城の直通便は減少し、庄原での乗り継ぎ便が増加。この結果、広島 - 東城間直通便の中筋駅経由便が消滅。
- 2019年4月26日 ダイヤ改正。三次小学校発着便を全便三次もののけミュージアム（旧三次中学校）発着便に変更[7][8]。
- 2020年4月1日 試験的に広島発三次方面行きの深夜帯2便において、乗客からの要請があった場合に、久地PAで最大10分間のトイレ休憩を取るようになる。
- 2020年4月20日 新型コロナウイルス蔓延に伴う外出自粛による利用減退のため、備北交通運行便のうち平日で10往復、土休日で7往復が運休となる。
- 2020年5月11日 ダイヤ改正。広島駅の発着地が南口から新幹線口側に変更となる。また、備北交通便の朝2往復、昼と夕方のそれぞれ1往復が削減のほか、一部便の持ち替えが行われる。さらに、引き続きコロナウイルスによる減便により10往復（平日は備北9・広電1、土休日は備北7・広電3）が運休。（ただし、4月20日時点とは一部異なる便が運休とされる。）
- 2020年6月1日 運休となっていた早朝の広島行き、午前中の三次行きの運転を再開。
- 2020年6月15日 運休が終了し、全便運転再開。
- 2020年11月2日 庄原バスセンター停留所を移転、庄原駅停留所に改称[9]。
- 2021年1月16日 新型コロナウイルス蔓延に伴う外出自粛による利用減退のため、この日以降の土休日に限り、夜の三次発広島行きと深夜の広島発三次行きの2往復が運休となる。
- 2021年4月1日　ダイヤ改正。
  - 夕方・夜間帯や土休日昼間などの減便。広島発の千代田 - 庄原間ノンストップ便が廃止。
  - 中筋駅経由便の減便。三次方面行きの最終が1時間50分早まるほか、土休日昼間では2時間から3時間発着が空く時間帯が生まれる。
  - 最終便の繰り上げ。広島発の庄原行きを30分、三次行きを平日は30分、休日は60分繰り上げる。
  - 4年ぶりに東城発着のたび館（三次）乗り入れが復活。東城～広島間の直通は1往復減る一方で、土休日の東城～庄原間の本数が1往復増加。
  - 広島電鉄車の三次での夜間駐在廃止に伴う担当便の持ち替え。
  - 乗客からの要請があった場合に、久地PAで最大10分間のトイレ休憩を取るようになる便を、広島発三次方面行きの最終便のみに変更。
- 2021年10月23日 - 11月28日 この期間の土日祝日に、広島 - 東城間直通便の1往復を、東城駅前到着後に下帝釈（神龍湖）まで延長する運行を開始[10]。
- 2021年12月20日　かんぽの郷庄原の営業終了に伴い、同日をもって乗り入れ終了。（翌日以降は、庄原駅発着で運行）
- 2022年4月1日　旧かんぽの郷庄原が桜花の郷ラ・フォーレ庄原として運営を再開したことに伴い、停留所名を桜花の郷ラ・フォーレ庄原に改称し、乗り入れを再開。
- 2022年11月1日 運賃改定。広島（駅・BC） - 美土里以遠、東城・庄原・三次 - 高宮以遠など[11]で5%程度運賃が値上げ[12]。
- 2023年4月1日　ダイヤ改正。
  - たび館（三次）停留所廃止。これにより、三次市内停車便では前後の区間で2分程度時間短縮となる。
  - 広島 - 三次間で見ると平日で3往復（広電2，備北1）、土日祝で5往復（広電2，備北3）[13]、庄原 - 東城間では各日1往復減便した一方、広島 - 庄原間では平日は変わらず、土休日は1往復増えた。なお、平日の広電便の庄原乗り入れは1往復に減少する一方、土休日は3往復に。
  - 広島 - 東城直通便は土日祝に限り、千代田 - 庄原間ノンストップに。これにより、美土里 - 三次と東城との往来は乗り継ぎ必須に。
- 2023年5月18日 - 5月22日 - G7広島サミットに際して、広島市近郊での交通規制が行われることにより渋滞が予測されることから、広島電鉄便については全面運休。備北交通便については減便した臨時ダイヤで千代田 - 庄原・庄原 - 東城間での運行を行う。
- 2024年4月1日　ダイヤ改正。
  - 県立広島大学発着が廃止（庄原駅発着に変更。庄原駅 - 県立広島大学間は備北交通の県大線を利用。）。広島 - 県立広島大学間において、庄原駅にてPASPYで1時間以内に乗り換えることで、従来の直通運賃が適用される直通乗継運賃制度を開始（PASPY以外のICカード・現金は対象外）。
- 2024年7月20日　新たな乗車券決済システム「MOBIRY DAYS」を導入開始[14]。
- 2025年4月1日　ダイヤ改正。
  - 広島電鉄が運行から撤退し全便備北交通の運行となる。
- 2025年6月23日　ダイヤ改正。
  - 区間便をマイクロバス車両からシートベルト付路線バス車両に変更。これに伴い、庄原日赤病院での停車場所を変更。

## 運行会社
- 備北交通
  - 三次営業所・庄原営業所・東城出張所が担当。

### 過去の運行会社
- 広島電鉄
  - バスカンパニー郊外バス・地域輸送グループ広島北営業所が担当。
  - 原則、広島駅前・広島バスセンター - 三次もののけミュージアム間のみ運行。ただし、2往復のみ庄原・桜花の郷ラ・フォーレ庄原までの運行あり。

## 停車停留所
- （停留所）は一部通過する便があること、＜停留所 - 停留所＞は運行しない便があることを、≪（停留所 - 停留所）または（停留所 - 停留所）≫は（）内の2つのルートのうちどちらかを経由することを意味する。また、以下で斜字で記した新白島駅・中筋駅・沼田料金所前・大塚駅・Aシティ中央の各停留所は広島行きからの降車・三次方面行きへの乗車のみ。女学院前・合同庁舎前の停留所は広島駅行きの便のみ停車。（広島駅発は通過）また、経由しても停車せず通過となるバス停がある。詳細は#外部リンクにある時刻表を参照。

三次線
＜広島駅新幹線口 - （女学院前 - 合同庁舎前）＞ - 広島バスセンター - 《（新白島駅 - 中筋駅 - 沼田PA）または（沼田料金所前 - 大塚駅 - Aシティ中央）》 - 久地BS - 広島北BS - 千代田BS - 美土里BS - 高宮BS - 三次駅前 - ＜三次小学校前 - 三次もののけミュージアム（旧・三次中学校前）＞
備北交通運行便のうち3往復は三次駅前発着。また、備北交通の1往復は三次駅前到着後三次ワイナリー・奥田元宋・小由女美術館まで運行。
三次発の平日早朝の備北交通便1本はAシティ中央には停車せず、五日市IC経由で運行する。
庄原線
＜広島駅新幹線口 - （女学院前 - 合同庁舎前）＞ - 広島バスセンター - 《（新白島駅 - 中筋駅 - 沼田PA）または（沼田料金所前 - 大塚駅 - Aシティ中央）》 - 久地BS - 広島北BS - 千代田BS - 美土里BS - 高宮BS - 三次駅前 - 和知BS - 庄原中学校前 - 庄原市役所 - 庄原駅＜ - 庄原市役所 - 庄原中学校前 - 桜花の郷ラ・フォーレ庄原＞
一部の便はオンシーズンに備北丘陵公園まで延長される。また、12月の週末やクリスマス時期には備北丘陵公園で行われるウィンターイルミネーションへの輸送のため、広島から備北丘陵公園までノンストップで運行するバスが運行される。
東城線
＜広島駅新幹線口 - （女学院前 - 合同庁舎前）＞ - 広島バスセンター - 沼田料金所前 - 大塚駅 - Aシティ中央 - 千代田BS - （美土里BS - 高宮BS - 三次駅前 - 和知BS） - 庄原中学校前 - 庄原市役所 - 庄原駅 - 庄原市役所 - 庄原中学校前 - 帝釈BS - 東城小学校前 - 東城駅前
東城発着便は、表記の通り全便とも大塚駅経由便で久地BS・広島北BSには止まらない。また、美土里・高宮・三次駅前・和知への停車は平日のみ。
広島 - 東城間の直通は平日・土休日ともに1往復のみ。ただし、広島 - 庄原便から庄原駅で庄原 - 東城の区間便（平日4往復・土休日3往復）に1時間以内に乗り継ぐ場合に限り、直通便と同じ運賃で乗れる割引制度がある。
春・秋の数週間ずつの土日祝に、広島駅新幹線口発着の1往復を東城駅前到着後、下帝釈（神龍湖）まで延長運行を行うことがある。（当該便は「帝釈峡ライナー」と呼ばれる。）

## 運行経路

### 三次・庄原・東城線
- 広島高速4号線経由（大塚駅経由）
  - 広島駅新幹線口 - 広島県道84号東海田広島線（二葉通り） - 広島市道松原京橋線（駅西高架橋） - 広島市道中広宇品線（城南通り） - 広島バスセンター - 広島市道中広宇品線 - 中広出入口 - 広島高速4号線 - 沼田出入口 - 広島市道西風新都中央線 - 広島西風新都IC - 広島自動車道 - 広島北JCT - 中国自動車道 - 三次IC - 国道375号 - 国道183号 - 三次駅前 - 国道183号 - 国道375号 - 三次IC - 中国自動車道 - 庄原IC - 国道432号 - 広島県道231号庄原停車場線 - 庄原駅 - 広島県道231号庄原停車場線 - 国道432号 - 庄原IC - 中国自動車道 - 東城IC - 都市計画道路五反田堰切線 - 国道314号 - 都市計画道路東城駅前線 - 東城駅前

Aシティ中央通過便は、広島西風新都ICを通過して、広島JCTから山陽自動車道に入り、五日市ICで高速道路を降り広島県道71号広島湯来線に入り、大塚駅北交差点を右折し、大塚駅停留所に停車する。
- 国道54号（祇園新道）経由（中筋駅・沼田PA経由）
  - 広島駅新幹線口 - 広島県道84号東海田広島線（二葉通り） - 広島市道松原京橋線（駅西高架橋） - 広島市道中広宇品線 - 広島バスセンター - 国道54号 - 広島IC - 山陽自動車道 - 広島JCT - 広島自動車道 - 広島北JCT - 中国自動車道 - 三次IC - 国道375号 - 国道183号 - 三次駅前 - 国道183号 - 国道375号 - 三次IC - 中国自動車道 - 庄原IC - 国道432号 - 広島県道231号庄原停車場線 - 庄原駅

### 三次もののけミュージアム発着便
- 三次駅前までは割愛。
  - 三次駅前 - 広島県道228号三次停車場線 - 国道375号 - 三次小学校前 - 三次もののけミュージアム（旧・三次中学校前）

## 車内・運行
設備
- 4列シート。庄原 - 東城間の区間便はマイクロバス車両（日野・リエッセ）を使用するため2列＋1列配置の3列シート。
- 全便全席自由席（定員制）。正座席が満席時は補助席の利用も可能。補助席まで含めた定員は45人から55人程度。
- 全便全席禁煙。
- トイレはない。

運転・運賃収受
- 全便ワンマン運転。
- 前乗り前降り方式。
- 整理券方式が採用されているため、乗車時に整理券を取り、降車時に整理券、乗車券・運賃を運賃箱に投入する。
- 全便自由席なので、広島バスセンターにある自動券売機で購入した共通乗車券を使用したり、車内で精算することも可能である。なお運賃収受を効率的に行うため、広島バスセンターでは乗車券を購入してからの乗車が推奨されている。
- 全便PASPYの利用が可能。また、かつてはバスカードも利用可能だった。
- かつては広島 - 三次間（一時期は庄原までの運転の時期もあった）に深夜便が運行されており、こちらの運賃は通常の2倍となっていた。